# Sarconi
Sarconi är en stad och kommun i provinsen Potenza i regionen Basilicata i Italien. Kommunen hade 1 417 invånare (2017) och gränsar till kommunerna Castelsaraceno, Grumento Nova, Moliterno och Spinoso.